# Sittersdorf
Sittersdorf (szlovénül: Žitara vas),) osztrák község Karintia Völkermarkti járásában. 2016 januárjában 1071 lakosa volt.

## Elhelyezkedése

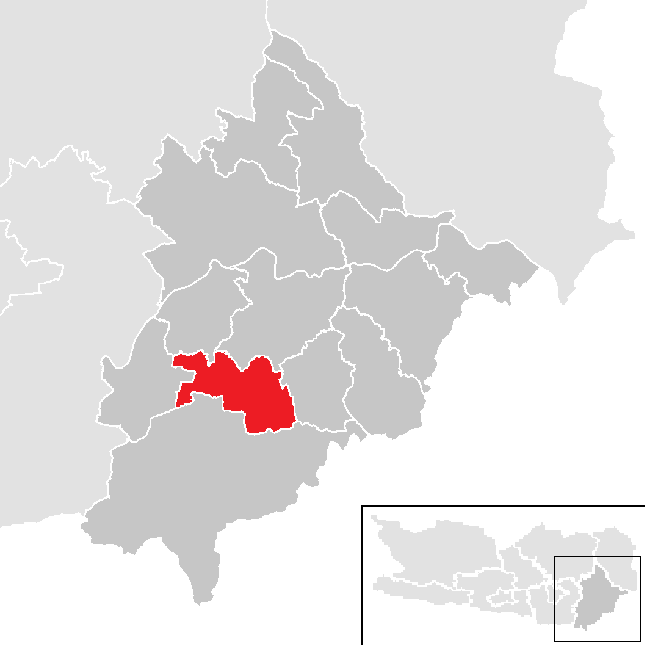
Sittersdorf a Völkermarkti járásban

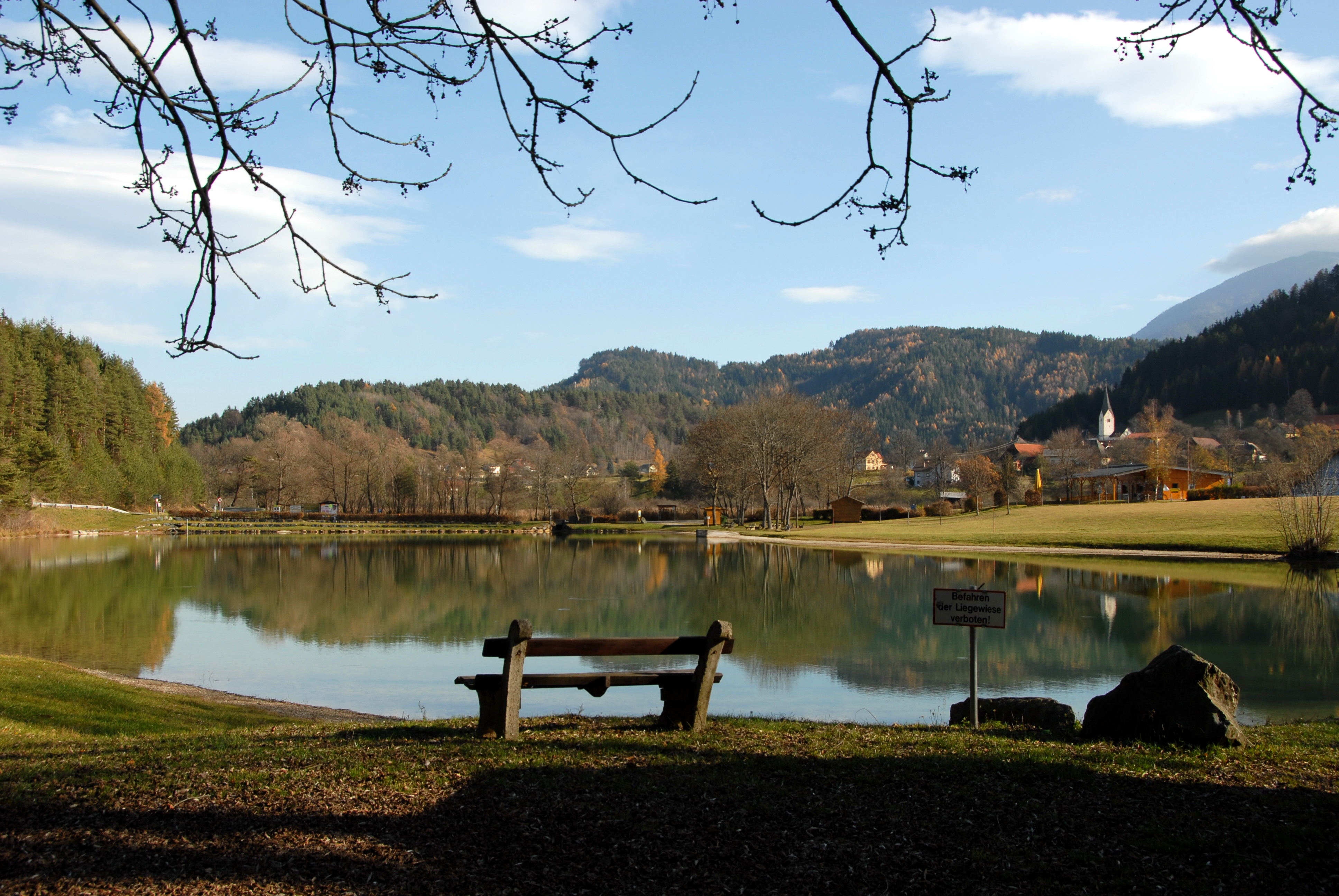
A Sonneggi-tó

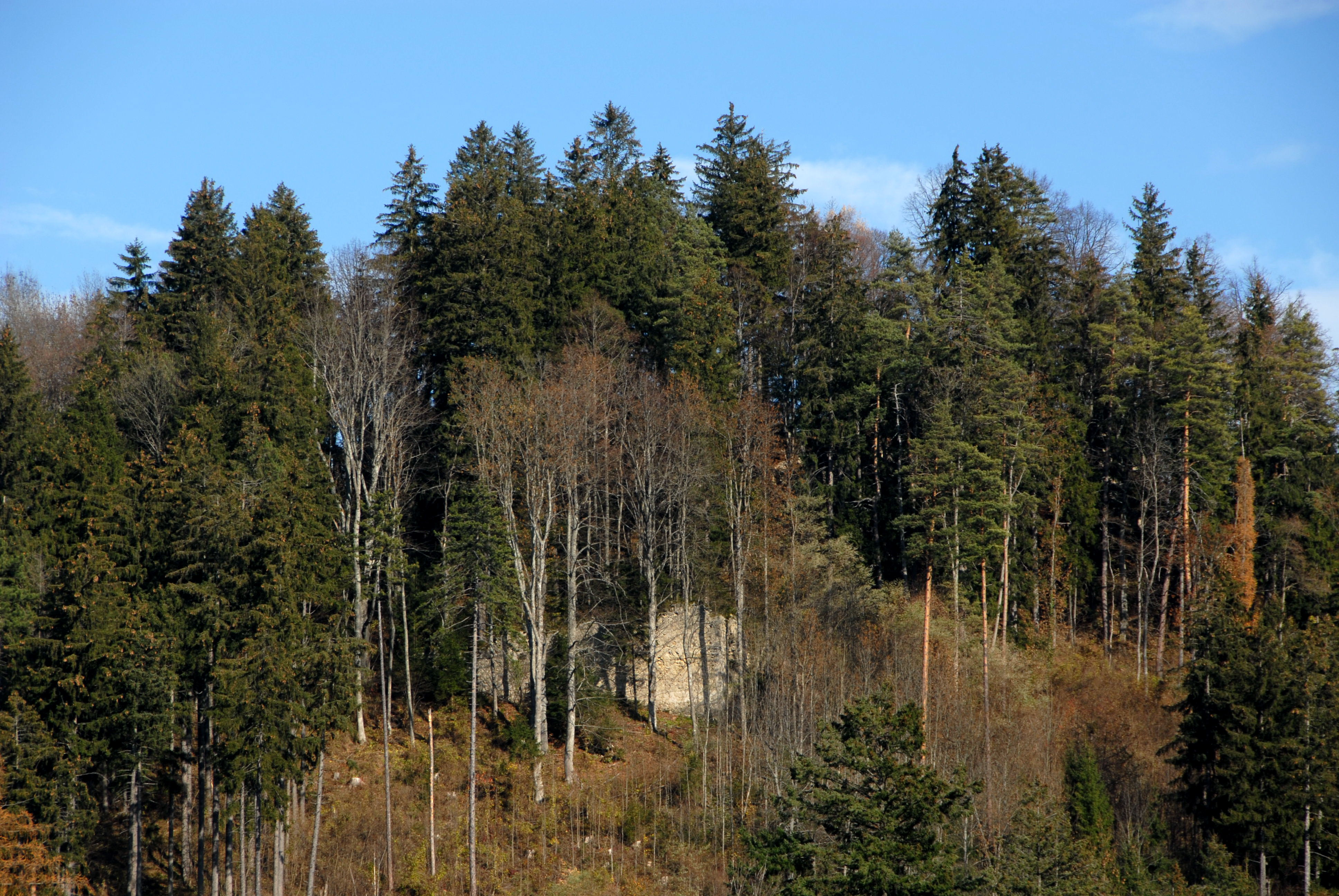
A sonneggi vár romjai

Sittersdorf Karintia délkeleti részén helyezkedik el, a Jauntal völgye déli részén, a Karavanka-hegység északi lábánál, a szlovén határtól kb. 10 km-re. Folyói a Vellach és a Suchabach. Nagyobb állóvizei a Gösseldorfi-tó és a Sonneggi-víztározó. Az önkormányzathoz hat katasztrális községben 27 kisebb-nagyobb falu és településrész tartozik, amelyek lakossága 5 (Homelitschach) és 304 (Weinberg) között változik. 
A környező települések: északra Eberndorf, keletre Globasnitz, délre Eisenkappel-Vellach, nyugatra Gallizien, északnyugatra Sankt Kanzian am Klopeiner See. 	

## Története
Sittersdorf Szt. Ilona-templomának első említése 1154-ből származik. A Heunburg-család által építtetett sonneggi várat először 1267-ben említik az oklevelek és a középkor során a Jauntal hercegi törvényszékének színhelyéül szolgált. A család címere, a sasszárny a mai település címerében is szerepel. A 16. században a vár az Ungnad-családhoz, 1639-ben pedig az Orsini-Rosenberg családhoz került. 
Egy másik erőd romjai is megtalálhatóak a Gradiše hegyen, de erről szinte semmilyen információ em áll rendelkezésre. Az oklevelek szerint neve Juno vagy Kristendorf lehetett.
A kora újkorban Sittersdorf a bortermeléséről vált ismertté, a helyi bor (Franz von Rosenberg nagykövet közvetítésével) még III. Károly spanyol király asztalára is eljutott. 
A sittersdorfi önkormányzat 1850-ben jött létre. 1865-ben Eberndorfhoz csatolták, de hat évvel később visszanyerte önállóságát. 1944-ben a megszüntetett rückersdorfi önkormányzattól kapott területet, 1973-ban pedig Eisenkappel-Vellach szomszédos régióját helyezték át a sittersdorfi községi tanács fennhatósága alá.

## Lakosság
A sittersdorfi önkormányzat területén 2016 januárjában 2071 fő élt, ami némi visszaesést jelent a 2001-es 2127 lakoshoz képest. Akkor a helybeliek 98,1%-a osztrák állampolgár volt. A szlovén nemzetiség aránya 19,8%-ot tett ki. 93,2% katolikusnak, 1,1% evangélikusnak, 3,7% pedig felekezeten kívülinek vallotta magát. 

## Látnivalók
- a Szt. Ilona plébániatemplom Sittersdirfban
- a sonneggi várrom
- a sonneggi kastély
- a Sonneggi-tó melletti Tóparti fesztivál

## Fordítás
- Ez a szócikk részben vagy egészben  a   Sittersdorf című német Wikipédia-szócikk ezen változatának fordításán alapul.  Az eredeti cikk szerkesztőit annak laptörténete sorolja fel. Ez a jelzés csupán a megfogalmazás eredetét és a szerzői jogokat jelzi, nem szolgál a cikkben szereplő információk forrásmegjelöléseként.